# 波吉歐·布拉喬利尼

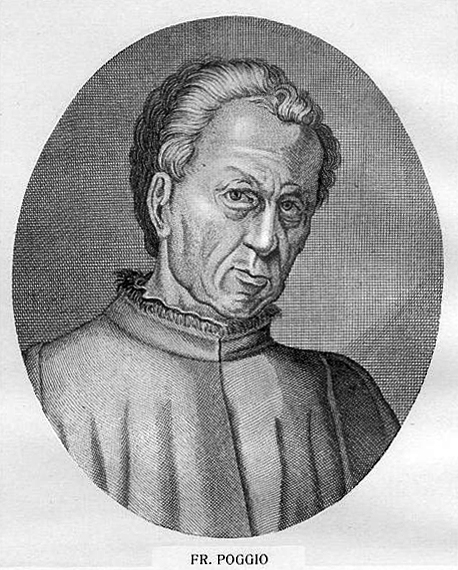
波吉歐‧布拉喬利尼

波吉歐‧布拉喬利尼（Gian Francesco Poggio Bracciolini 或 Poggio Bracciolini，1380年2月11日—1459年10月30日），意大利知名的学者、文学家、哲学家，文藝復興時期人文主义者，政治家，于1453年至1458年间任佛罗伦萨共和国执政官。
他曾在前任执政官薩盧塔蒂的文人圈子里与李奧納度·布倫尼、尼科利等人探讨彼特拉克、薄伽丘的作品。

## 生平

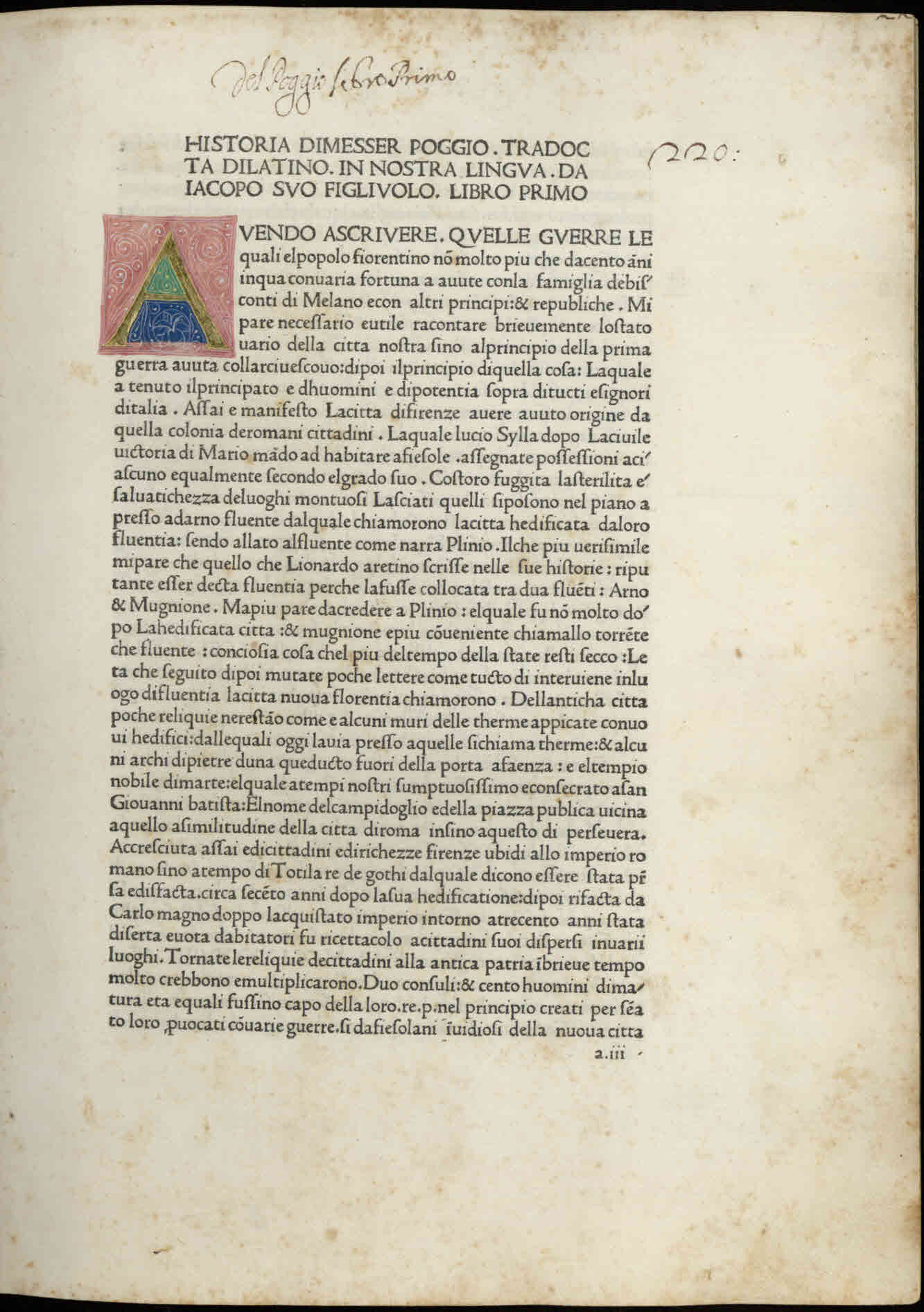
Historia Florentina, 1478

波吉歐·布拉喬利尼于十四世纪末生于托斯卡纳阿雷佐省的一个小城泰拉诺瓦（为纪念布拉喬利尼，1862年后改称“泰拉诺瓦布拉乔利尼” Terranuova Bracciolini）。其父 Guccio Bracciolini 是药店业主，其母 Iacoba Frutti。
他在佛罗伦萨完成学业后来到罗马，在教会供职。1403年，他开始在波尼法爵九世的教廷中担任文书。其间除了1418年至1423年他曾暂居英格兰以外，波吉歐·布拉喬利尼在教廷文书工作长达五十年。1431年，他成为教宗恩仁四世的私人秘书，為世俗官僚在教廷所能達到最位高權重之位。天主教會大分裂时，他因康斯坦茨大公会议的工作而奔走于法国和德国。
在1414年到1418年间，他在今天位于瑞士、德国和法国的一些修道院里发现古代著者的作品。在克吕尼和圣加仑，他发现了诸如昆體良、斯塔提乌斯、卢克莱修、科盧梅拉、西塞罗、普劳图斯（12部喜剧）、阿米阿努斯·馬爾切利努斯、佩特罗尼乌斯·阿尔比特及塔西佗等人的作品。始于上一个世纪彼特拉克等人对古典文献的探索是文艺复兴早期思想史主要内容，而波吉歐·布拉喬利尼则在这场运动作出了许多重要的发现。
1436年，56歲的他与市长（podestà）Ghino di Manente 的18歲女儿 Vaggia de' Buondelmonti 结婚。
至1439年，教宗命波吉歐收集威尼斯商人、探险家尼可罗·达·孔蒂的游记见闻。后者于1414年至1439年间周游阿拉伯、印度洋（从大馬士革到爪哇岛，途经巴格达、霍爾木茲、马拉巴尔、坎贝湾、锡兰、孟加拉、缅甸等地）。在其归途中（经过索科特拉岛、埃塞俄比亚、红海、开罗），孔蒂因身处伊斯兰教国家而被迫改宗，以换取其妻儿性命。回到意大利后，他请求教宗宽赦。作为补赎，恩仁四世要求尼可罗·达·孔蒂把一路上的见闻告诉他的秘书。
1435年，波吉歐与维罗纳的瓜里诺展开了一场关于如何评价凱撒与大西庇阿的争论。波吉歐在给他的学生，费拉拉人 Scipio Mainenti 的书信为击败汉尼拔的大西庇阿歌功颂德。盛怒之下，瓜里诺在给他忠实的门徒 Leonello d'Este 的信中作出回应。随之而来的是波吉歐给 Francisco Barbaro 的 Defensio de praestentia Cesaris et Scipionis。这场争论实际上是十五世纪文艺复兴时意大利政坛争斗的一部分。僭政和内战成了人们关注话题和他们作品的主要内容。
1453年搬迁到佛罗伦萨，为美第奇家族服务。同年被选举为佛罗伦萨共和国执政官，任期五年。
1459年10月30日去世，与其年轻的妻子去世时间仅相隔几月（2月份辞世）。如同所有享有盛誉的文人，被葬于佛罗伦萨圣十字圣殿，在其它执政官及其生前友人，如薩盧塔蒂、李奧納度·布倫尼、Carlo Marsuppini的身旁。

## 著作
波吉歐·布拉喬利尼最大的贡献是于1414年在聖加侖修道院圖書館发现了维特鲁威的建筑十书，这本书对于从文艺复兴到十九世纪的建筑史具有极其重要的作用。
布拉喬利尼还于1417年在德国一个修道院找到罗马共和国末期的诗人和哲学家卢克莱修创作于前1世纪的哲理长诗《物性论》。该书随后由佛罗伦萨人文学家尼科利整理成手抄本，现存于老楞佐图书馆中。
布拉喬利尼留下了若干哲学与政治学的对话录（如 De avaritia，Contra hypocritas 等），小册子（Invectivae），一部逸闻妙语录（Facetiae），及一部佛罗伦萨史。其书信也十分重要，其中言及处决布拉格的哲罗姆（胡斯的朋友，亦为捷克宗教改革家，于1416年5月）的情景。